# U–169
Az U–169 tengeralattjárót a német haditengerészet rendelte a brémai Deutsche Schiff und Maschinenbau AG-től 1940. augusztus 15-én. A hajót 1942. november 16-án vették hadrendbe. Pályafutása során nem süllyesztett el hajót. 

## Pályafutása
Az U–169 1943. március 18-án futott ki Kielből első járőrútjára. Március 27-én az Atlanti-óceán északi részén, Izlandtól délre haladt, amikor a brit légierő egyik B–17 Flying Fortress repülője mélységi bombákkal elsüllyesztette. Az 54 tagú legénység valamennyi tagja elesett.

## Kapitány
| Név           | Kezdőnap           | Zárónap           |
| ------------- | ------------------ | ----------------- |
| Hermann Bauer | 1942. november 16. | 1943. március 27. |

## Őrjárat
| Indulás | Indulónap         | Érkezés | Zárónap           |
| ------- | ----------------- | ------- | ----------------- |
| Kiel    | 1943. március 18. | *       | 1943. március 27. |

* A tengeralattjáró nem érte el úti célját, elsüllyesztették